# Kim Hee-chul
Kim Hee-chul (tiếng Hàn: 김희철; Hanja: 金希澈; Hán-Việt: Kim Hi Triệt, được biết đến với nghệ danh là Heechul (tiếng Hàn: 희철), sinh ngày 10 tháng 7 năm 1983),  là một ca sĩ, diễn viên, người mẫu và MC người Hàn Quốc và là thành viên của nhóm nhạc Hàn Quốc Super Junior cùng 2 nhóm nhỏ Super Junior-T và M&D. 

## Trước khi ra mắt
Kim Hee-chul gia nhập SM Entertainment sau khi được phát hiện qua buổi thử giọng "Starlight Casting System" vào năm 2002 tại Seoul. Trước khi ra mắt chính thức như một thành viên của Super Junior, anh đã được xếp vào một nhóm cùng với Kangin, Jaejoong và Yunho của DBSK gọi là "Four seasons", với ý nghĩa là mỗi người tượng trưng cho một mùa. Nhưng sau đó, ý định thành lập nhóm này đã không thành vì Jaejoong và Yunho đã ra mắt với tư cách là thành viên của DBSK vào cuối năm 2003. Tuy vậy, anh và Yunho vẫn là bạn rất thân của nhau.

## Sự nghiệp âm nhạc

### 2005–đến nay: Super Junior
Ý tưởng thành lập nhóm Four Seasons không thành vì sự ra đi của 2 thành viên. Kim Hee-chul và Kangin, hai thành viên còn lại, đã được đặt vào 1 nhóm khác - Super Junior, cùng với 10 người khác cũng đang được đào tạo cùng công ty. Dự án này thành công, và nhóm đã ra mắt hai năm sau đó vào năm 2005 dưới cái tên Super Junior 05 - thế hệ đầu tiên của Super Junior.
Vào ngày 6 tháng 11 năm 2005, Kim Heechul ra mắt cùng với 13 thành viên khác trong Super Junior trên chương trình ca nhạc Inkigayo (인기가요) của đài SBS với phần biểu diễn đĩa đơn đầu tiên "TWINS (Knock Out)". Nhóm đã phát hành toàn bộ album 1 tháng sau, và album ra mắt này đã xếp vị trí #3 trên bảng xếp hạng album hàng tháng MIAK K-pop. Sau khi ra mắt đĩa đơn thứ 2 "Miracle", công ty đã định chiêu mộ các thành viên mới cho thế hệ thứ hai của Super Junior - Super Junior 06, và vẫn có Heechul như 1 thành viên chưa tốt nghiệp của Super Junior. Tuy nhiên, kế hoạch đã thay đổi khi công ty thêm vào nhóm thành viên thứ 13 Kyuhyun, và khẳng định rằng những thế hệ Super Junior tương lai chỉ là lời đồn. Nhóm đã bỏ từ cuối "05" và chính thức trở thành Super Junior. Nhóm mới đã đạt được thành công vang dội sau khi ra mắt đĩa đơn đầu tiên "U" vào mùa hè năm 2006, đĩa đơn này đã trở thành đĩa đơn thành công nhất của Super Junior trên các bảng xếp hạng âm nhạc cho đến đĩa đơn Sorry, Sorry được phát hành vào tháng 3 năm 2009 và Super Junior cũng đã cho ra album thứ tư của họ Bonamana nhưng chỉ với 10 thành viên vào ngày 14/5/2010.
Đầu năm 2007, Kim Heechul được xếp vào nhóm Super Junior-T - nhóm phụ thứ hai của Super Junior. Đây là 1 nhóm phụ gồm 6 người hát thể loại nhạc trot. Nhóm ra mắt vào 25 tháng 2 năm 2007 trên chương trình Popular Songs với bài hát "Rokkugo". Super Junior-T phát hành đĩa đơn đầu tiên "Rokkugo" vào 23 tháng 2 năm 2007, đã bán được 45,998 bản vào cuối năm, xếp vị trí thứ 16 trong số những album bán chạy nhất và xếp vị trí thứ nhất trong những đĩa đơn bán chạy nhất của năm. Super Junior-T kết thúc những hoạt động của nhóm phụ vào cuối năm và trong tháng 9, cả nhóm Super Junior đã phát hành album chính thức thứ 2 Don't Don và đã trở thành album bán chạy thứ hai của năm.
Kim Hee-chul đã đóng góp rất nhiều vào lời bài hát của Super Junior. Tác phẩm đầu tiên của anh, cùng với 2 thành viên Shindong và Eunhyuk, là lời rap cho bài "Show Me Your Love" - đĩa đơn chung của Super Junior và TVXQ..

### 2011 " M&D debut"
Vào ngày 23-6-2011, một nhóm nhạc dự án được thành lập với 2 người anh em thân thiết đến từ SME là Heechul và Jungmo (TRAX) mang tên M&D đã ra mắt single của mình với tựa đề " Close ur mouth " MV của M&D đã ra mắt cùng với sự tham gia của những người bạn thân nổi tiếng của cả hai (phần lớn là trong Chocoball) là:  "Kyungjin, Ssamdi, Hongki, Jonghoonie, Yongyongie, Jia", và quay video chỉ trong vòng 10 phút. Tuy rằng, M&D ra đời là 1 ước mơ của Heechul và anh muốn thực hiện thật tốt nó, và M&D cũng mang lại luồng gió mới cho kpop, nhưng cuối cùng thì ngày 25-7-2011, Heechul chính thức tuyên bố tan rã vì mỗi thành viên trong nhóm đều đang trong quá trình bận rộn với nhóm riêng của mình và bài hát của họ cũng không được xếp thứ hạng cao cho lắm. Sự kết hợp giữa Heechul và Jungmo khiến nhiều fan rất phấn khích và ủng hộ. Vì thế, sự tan rã của họ khiến nhiều người phải tiếc nuối nhưng dù sao M&D ra đời cũng để lại không ít dấu ấn cho kpop.

## Sự nghiệp điện ảnh và truyền hình

### 2005–đến nay: Teen idol
Cũng giống như thành viên Kim Kibum, Kim Heechul xuất hiện lần đầu trên truyền hình với tư cách là 1 diễn viên chứ không phải là 1 thành viên của Super Junior. Anh đã tham gia vào bộ phim dành cho tuổi teen Sharp 2 năm 2005 cùng với Kim Kibum. Sau đó anh đã nhanh chóng trở thành 1 diễn viên truyền hình nổi tiếng và xuất hiện thường xuyên trong các đoạn phim quảng cáo cũng như dẫn chương trình truyền hình.
Kim Hee-chul tiến xa hơn trong sự nghiệp điện ảnh của mình sau khi Super Junior ra mắt với vai chính trong bộ phim sitcom của đài MBC Rainbow Romance cùng với Kim Kibum. Anh cũng tham gia bộ phim Giờ vàng Bad Family của đài SBS. Trước khi ra mắt với vai trò ca sĩ, Kim Heechul bắt đầu sự nghiệp dẫn chương trình với vai trò người dẫn chương trình thường xuyên cho chương trình KM Show! Music Tank. Sau khi Super Junior ra mắt, anh chuyển sang dẫn chương trình Popular Songs của đài SBS. Anh cũng đã từng làm DJ cho chương trình radio SBS Power FM Youngstreet cùng với Park Heebon, dù chương trình đã kết thúc vào giữa năm 2006. Bên cạnh diễn xuất, ca hát và dẫn chương trình, Kim Heechul cũng là 1 người tham gia thường xuyên trong các chương trình tạp kỹ như Heroine 6, Vitamin, Sponge, X-man, Love Letter, Happy Share Company và YSMM...

### 2008:Xanadu
Từ 9 tháng 9 đến 9 tháng 11 năm 2008, Kim Heechul cùng với Kangin đã ra mắt với vai trò diễn viên trong vở nhạc kịch Xanadu. Xanadu là một bộ phim ca nhạc của những năm 1980 với sự tham gia của Gene Kelly và Olivia Newton John. Xanadu cũng đã được làm lại trên sân khấu Broadway. Kim Hee-chul và Kangin sẽ diễn cùng 1 nhân vật Sonny. Quá trình thử giọng và tuyển diễn viên được chọn qua show truyền hình thực tế (To Be Kang-in and Heechul) để quảng bá cho vở nhạc kịch.
Trong năm này Heechul cũng tham gia chương trình Good Daddies của đài SBS và Band of Brothers của kênh M.net.

## Đời tư

### Tai nạn ô tô
Kim Heechul đã bị chấn thương nghiêm trọng sau một vụ tai nạn ô tô xảy ra vào đêm 10 tháng 8 năm 2006 khi anh đang lái xe trở về Seoul từ đám tang cha của thành viên cùng nhóm Donghae ở Mokpo. Cụ thể, anh bị gãy 5 chỗ trên chân trái bao gồm xương đùi, đầu gối, mắt cá chân và đã phải phẫu thuật trong 6 tiếng liền cùng với nhiều vết thương khác ở trên chân. Heechul đã phải ngừng tất cả các hoạt động trong suốt 3 tháng. Anh xuất viện vào ngày 13 tháng 9 năm 2006 và trở lại bệnh viện một tháng sau đó để phẫu thuật lấy các thanh sắt ra khỏi chân. Anh quay trở lại làm việc vào cuối tháng 10 để hoàn thành nốt dự án bộ phim sitcom Rainbow Romance trong khi vẫn còn ngồi trên xe lăn. Phải đến cuối tháng 12 thì anh mới chính thức trở lại với các hoạt động cá nhân như tham gia các show truyền hình và dẫn chương trình. Đến tháng 2 năm 2007, anh bắt đầu biểu diễn trên sân khấu với nhóm Super Junior-T trong khi vẫn chưa lấy hết 5 thanh sắt còn lại ở trong chân. Anh bắt đầu biểu diễn cùng cả nhóm Super Junior vào cuối tháng 4 và đầu tháng 5. Năm thanh sắt còn lại trong chân của Heechul đã được lấy ra vào năm 2008.

### Hẹn hò
Vào ngày 1 tháng 1 năm 2020, Label SJ và JYP Entertainment xác nhận rằng Heechul đang hẹn hò với Hirai Momo, một thành viên của nhóm nhạc nữ Twice. Vào ngày 30 tháng 10 năm 2020, họ đã đứng đầu cuộc khảo sát của Joy News 24 như một trong những vấn đề lớn nhất trong ngành giải trí vào năm 2020 bởi các công ty giải trí và nhân viên công ty phát thanh truyền hình, nhà sản xuất nội dung phim và phát sóng, và các phóng viên bộ phận giải trí. Vào ngày 8 tháng 7 năm 2021, Label SJ và JYP Entertainment xác nhận Heechul và Momo đã chia tay.

### Nghĩa vụ quân sự
Kim Heechul lên đường nhập ngũ vào ngày 1/9/2011. Anh chính thức xuất ngũ vào ngày 29/7/2013.

## Sự nghiệp phim ảnh

### Phim điện ảnh
| Năm  | Tựa phim                                        | Vai     | Ghi chú                         |
| ---- | ----------------------------------------------- | ------- | ------------------------------- |
| 2007 | Attack on the Pin-Up Boys 꽃미남 연쇄 테러 사건 | Heechul | phát hành giới hạn tại Hàn Quốc |
| 2007 | Alvin and the Chipmunks                         | Simon   | lồng tiếng Hàn Quốc             |

### Phim truyền hình
| Năm        | Tựa phim                                    | Vai           | Kênh | Ghi chú |
| ---------- | ------------------------------------------- | ------------- | ---- | ------- |
| 2005       | Sharp 2 반올림2                             | Beak Jin-woo  | KBS  |         |
| 2005       | Loveholic 러브호릭                          | Đầu bếp       | KBS  | cameo   |
| 2005       | Rainbow Romance 비밀남녀                    | Gim Huicheol  | MBC  |         |
| 2006       | Bad Family 불량가족                         | Gong Min      | SBS  |         |
| 2007       | Golden Bride 황금신부                       | Kim Young-soo | SBS  |         |
| 2009       | TaeHee HyeGyo JiHyun                        | Kim Heechul   | MBC  |         |
| 2009- 2010 | Loving you ten thousand times 천만번 사랑해 | Lee Chul      | SBS  |         |
| 2010       | I am Legend                                 | Kim Heechul   | SBS  |         |
| 2011       | Youth Melody                                | Shen Taiyi    | CCTV |         |

### Video ca nhạc
- 2007: "Flight Girl" (비행소녀) – Magolpy
- 2010: "Let You Go" (가슴이 차가운 남자) – The TRAX
- 2010: "Fake Girl/Shady Girl" (가식걸) – SISTAR
- 2011: "Close ur mouth " (23 tháng 6 năm 2011)
- 2011: " Breaksup are so like me " (Kim Janghoon ft Kim Heechul) (26 tháng 9 năm 2011) -->> Bài hát như một món quà cuối cùng cho quãng tuổi 20 của Heechul mà Kim Janghoon muốn dành tặng anh

## Dẫn chương trình
| Thời gian                               | Chương trình                                                                               |
| 29 tháng 7 năm 2005–Tháng 12, 2005      | KM Show! Music Tank                                                                        |
| 16 tháng 4 năm 2006–4 tháng 5 năm 2008  | SBS Popular Songs (인기가요)                                                               |
| tháng 12 năm 2010 - 24 tháng 8 năm 2011 | Radio star (Nhận được giải thưởng nghệ sĩ mới của năm 2011 trên MBC - chương trình tạp kĩ) |
| 4 tháng 6 năm 2011                      | KBS secret                                                                                 |

## Radio DJ
| Thời gian                             | Chương trình                                                                                               | Ghi chú                                         |
| 01 tháng 11 năm 2005–30 tháng 4, 2006 | YoungStreet (영스트리트) Radio Show                                                                        | cùng với Park Heebon                            |
| 29 tháng 3, 2010–26 tháng 6, 2011     | YoungStreet (영스트리트) Radio Show                                                                        |                                                 |
| 20 tháng 1, 2012–18 tháng 5, 2012     | Sungdong cafe - Radio You Can See – A Place Of Rest (Radio Show quận SungDong)                             | 12h-12h55 KST (10h - 10h55 VNT) thứ 6 hàng tuần |
| 04 tháng 1, 2013 - 26 tháng 7,2013    | Sungdong cafe - Chuyên mục "Hee Hot Issue" (Radio Show quận SungDong)~ thay thế cho chương trình trước đó. | 12h-13h KST (10h - 11h VNT) thứ 6 hàng tuần     |